# Ускок (подводная лодка)
П-823 «Ускок» (хорв. P-823 Uskok) — югославская подводная лодка типа «Херой».

## История
Построена на предприятии «Бродоградилиште специjаљних обjеката» в Сплите в 1970 году. Несла службу в военно-морском флоте СФРЮ. После распада СФРЮ была переведена в Черногорию, где несла службу в составе флота Сербии и Черногории. В 1998 году была исключена из флота, после чего была продана в Турцию, где в 2007 году её пустили на слом.